# 병원체

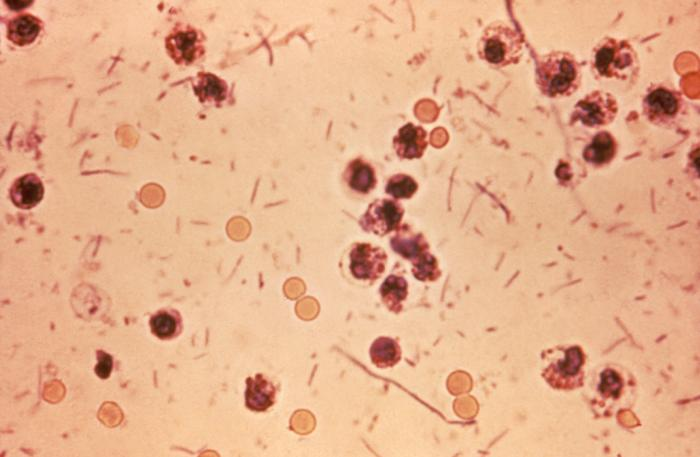

병원체(病原體, 영어: pathogen, infectious agent, germ)는 바이러스, 세균, 기생충, 리케차, 원생동물 등 사람이나 동물의 체내에서 병을 일으키는 미생물을 가리킨다.
생물학에서 병원체는 감염원 혹은 병균으로도 알려져 있으며 가장 오래되고 넓은 범위에서 병원체는 질병을 일으킬 수 있는 모든 것을 의미한다. 그 용어는 1880년대에 들어서 사용되었다. 전형적으로 ‘pathogen(병원체)’ 라는 용어는 바이러스, 박테리아, 원생동물, 프라이온, 바이로이드, 혹은 진균과 같은 감염성 미생물이나 감염원을 표현하는 데 사용된다. 특정한 종류의 벌레와 곤충 유생(애벌레) 같은 작은 동물들 역시 질병을 일으킬 수 있지만, 그런 작은 동물들은 주로 병원체보다는 기생충이라고 불린다. 미세하고 병원성인 유기체에 대한 과학적인 연구를 미생물학(microbiology)이라고 하는 반면에, 이러한 병원체를 포함할 수 있는 질병에 대한 연구를 병리학(pathology)이라고 한다. 한편, 기생충학(parasitology)은 기생충과 이를 수용하는 유기체에 대한 과학적 연구를 일컫는다.
인간의 몸에서 유기체에 의해 발생하는 질병들은 병원성 질병이라고 알려져 있다. 하지만 모든 질병이 병원체에 의해 야기되는 것이 아니라는 것을 깨닫는 게 중요하다. 헌팅턴 병(Huntington’s disease)과 같은 몇 몇의 질병은 비정상적인 유전자의 유전에 의해 발생한다.

## 정의
병원체란 원래 사람, 동물, 식물 등이 병에 걸리도록 원인을 주는 매체였다. 즉, 외부 인자를 의미하는 말이었다. 내부 인자가 무엇으로 되어 있는지 오랫동안 논란거리였지만 차츰 정의가 밝혀졌다.
- 병원체는 육안으로 보이지 않는 것이다.
- 건강한 사람에게 병원체가 작용하면 발병한다. 병원체가 작용하고 있지 않는 사람에는 발병하지 않는다.
- 전염성이 있다. 발병한 환자에 접촉하는 일 등으로 다른 매체에 발병할 수 있다.
- 전염에 의해서 병원체가 증식한다.
- 전염병에 걸린 환자가 다른 장소로 이동하면 그 자리에서 새로운 병이 발생한다.

이러한 성질을 설명하려고 예부터 여러 가지의 병원체설을 제시했지만 모두 과학적으로 충분하게 입증하지 못했다.
그러나 19세기, 로베르트 코흐에 의해서, 미생물이 감염병의 병원체인 것이 과학적 방법에 따라 증명되었다.
- 어느 일정한 병에는 일정한 미생물이 발견된다.
- 그 미생물을 분리할 수 있다.
- 분리한 미생물을 감수성이 있는 동물에 감염시켜 같은 병을 일으킬 수 있다.
- 그리고 그 병으로부터 같은 미생물이 분리된다.

이 4개의 조건을 모두 채워야 병원체로 인정했지만 의학의 발전으로 모든 조건을 채우지 않아도 병원체로 인정된 게 많다.
아울러 이 발견으로 19세기에 존재했던 ‘병원체는 모두 세균이다.’란 틀이 깨졌다. 세균뿐만이 아니라 균류, 원생 생물, 숙주란 개념이 정립되고, 바이러스의 발견으로 병원체에는 세균 이외에도 다양한 미생물과 바이러스가 들어가게 되었다.

## 분류
병원체는 바이러스, 진정 세균, 균류, 원생동물등의 미생물 가운데 숙주 생물에게 병을 일으키는 성질이 있는 것이다. 또 미생물 이외에도 회충이나 선충과 체내 기생충도 병원체로 부른다. 생물이 아니지만 프리온 단백질도 병원체로서 다루어진다. 식물에서는, 바이로이드가 감염성을 가진다. 핵산도 병원체가 될 수 있다.

## 병원체의 종류

#### 세균
세균의 대부분은 일반적으로 길이가 1~5µm(마이크로미터)이고, 이는 인간에게 무해하거나 이롭다. 그러나, 이 세균 중 상대적으로 적은 수의 병원성 세균이 감염병을 일으킬 수 있다. 질병 부담률이 가장 높은 세균성 질병 중 하나는 주로 사하라 이남 아프리카에서 연간 2백만 명의 사망자를 내는 마이코박테리아 결핵(Mycobacterium tuberculosis)이다. 병원성 세균은 연쇄상구균과 슈도모나스와 같은 세균에 의해 발생할 수 있는 폐렴과 같은 세계적으로 중요한 질병과 이질균, 캄필로박터, 살모넬라 같은 세균에 의해 야기될 수 있는 식중독 질환에 관여한다. 또한, 병원성 세균은 파상풍, 장티푸스, 디프테리아, 매독, 한센병과 같은 감염 질병을 일으킨다. 세균은 보통 세포벽을 파괴하도록 만들어진 항생제에 의해 제거된다. 이 항생제는 병원체의 DNA를 추출하여 단백질 생산을 저해하고 박테리아를 없앤다. 세포벽이 없는 세균의 종류는 미코플라스마이다.(이는 간 질환의 원인이다.) 다른 세포 내에서 기생하는 세균의 종류는 세계적으로 성 감염(STI-sexually transmitted infection)을 일으키는 클라미디아다.

#### 바이러스
바이러스는 일반적으로 길이가 20~300nm(나노미터)에 이른다. 바이러스성 병원균에 의해 일어나는 질병으로는 천연두, 인플루엔자, 유행성 이하선염, 홍역, 수두, 에볼라, 그리고 풍진이 있다.  병원성 바이러스는 주로 아데노바이러스과(Adenoviridae),피코르나바이러스과(Picornaviridae),헤르페스바이러스과(Herpesviridae),헤파드나바이러스과(Hepadnaviridae),플라비바이러스과(Flaviviridae),레트로바이러스과(Retroviridae),오르토믹소바이러스과(Orthomyxoviridae),파라믹소바이러스과(Paramyxoviridae),파포바바이러스과(Papovaviridae),폴리오마바이러스(Polyomavirus),랍도바이러스과(Rhabdoviridae),토가바이러스과(Togaviridae)등의 종족들이다.

#### 균류
균류는 주로 부생식물이지만 인간, 동물, 식물에게 병을 일으킬 수 있는 진핵생물들로 이루어져 있다. 균류는 농작물과 다른 식물에 질병을 일으키는 가장 흔한 원인이다.

#### 프리온
프리온 이론에 따르면, 프리온은 핵산이 없는 전염성 병원체이다. 이 비정상적인 단백질은 특징적으로 스크래피, 광우병, 그리고 크리츠벨트-야콥병과 같은 질병에서 발견된다.

#### 기타 기생충
다수의 원생동물과 유충을 포함한 몇 몇의 진핵생물은 인간의 기생충이다.

#### 조류
포유류의 병원체 역할을 하는 조류의 예로는 특히 프로토테카증(녹조류에 의한 질병)이 있다. 프로토테카증은 엽록소가 부족한 프로토테카로 알려진 녹색 조류의 한 종류에 의해서 개, 고양이, 소, 그리고 인간에게서 발견되는 질병이다.

## 생물로서의 병원체
바이러스 등 일부를 제외하고는 병원체 그 자체는 생물이다. 생물학적으로, 병원체는 기생체다. 기생 생물의 상당수는 숙주 생물에 피해를 주지 않는다. 그 이유는 숙주는 기생체의 영양분이라 공존 관계로 살기 때문이다. 그러나 숙주 세포에 심각한 피해를 주는 기생체도 있다. 이러한 기생체가 실제로 존재하는 이유에 대해서
- 보통은 피해를 주지 않지만, 숙주 생물이 갑자기 건강이 안 좋을 때 피해가 갈 경우
- 공기 감염 등, 숙주 세포간 이동이 간단한 경우에는 숙주 생물을 계속 사용할 필요를 느끼지 못한다..

## 이용
병원체를 이용하는 예도 있다. 생물적 방제 방법으로 해충을 병원체로 잡는 방법이 있다. 병원체는 종에 대한 특이성이 있어서, 생태계 파괴가 거의 없다. 살포가 간단하여 병원체 이용이 늘고 있다.

## 같이 보기
- 감염병